# Pieter Janszoon Smits
Pieter Janszoon Smits, ook Pieter Smits Janszoon, (Bergambacht, 22 mei 1767 – aldaar, 24 juli 1859) was een Nederlandse burgemeester.

## Leven en werk
Smits werd in 1767 geboren als zoon van de notaris en polderschout Jan Pieterszoon Smits en Trijntje Cornelisse Schouten. Smits was notaris in Bergambacht. Hij vervulde daarnaast diverse bestuurlijke functies in zijn woonplaats Bergambacht, in de Krimpenerwaard en in Zuid-Holland. Hij was respectievelijk schout en burgemeester van Bergambacht. In 1817 volgde hij zijn vader op als schout, daarna werd hij burgemeester tot hij in 1849 op 82-jarige leeftijd op zijn verzoek eervol ontslag kreeg "onder dankbetuiging voor de langdurige en getrouwe diensten door hem in die betrekking bewezen". Van 1840 tot 1850 was hij lid van Provinciale Staten van Zuid-Holland. Hij bleef ook na zijn aftreden als burgemeester in functie als dijkgraaf van de Krimpenerwaard. In die functie was hij in 1810 benoemd door de toenmalige koning van Holland, Lodewijk Napoleon. Daarvoor was hij van 1787 tot 1810 hoogheemraad van de Krimpenerwaard. In maart 1854 vroeg hij - op 86-jarige leeftijd - ontslag als dijkgraaf. In 1857 schonk hij een zilveren avondmaalsstel aan de hervormde Laurentiuskerk van Bergambacht.
Smits trouwde op 24 september 1789 te Rotterdam met Cornelia van der Goes. Hij overleed in juli 1859 op 92-jarige leeftijd in Bergambacht. Hij werd als burgemeester opgevolgd door zijn zoon Jan Smits van der Goes.